# Cité de la musique - Philharmonie de Paris
 (janvier 2024).
Si vous disposez d'ouvrages ou d'articles de référence ou si vous connaissez des sites web de qualité traitant du thème abordé ici, merci de compléter l'article en donnant les références utiles à sa vérifiabilité et en les liant à la section « Notes et références ».
 (mai 2022).

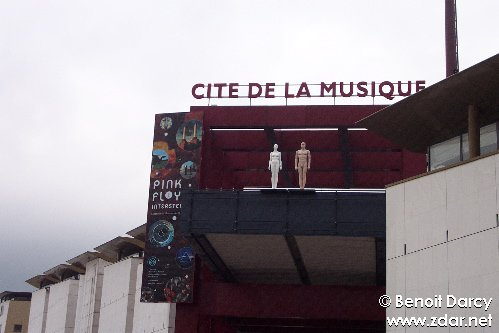
Exposition Pink Floyd au musée de la Musique en 2003.

La Cité de la musique est à la fois un établissement public parisien et un ensemble de bâtiments conçu par l’architecte Christian de Portzamparc et inauguré le 12 janvier 1995. Située sur le parc de la Villette, elle propose une programmation allant de la musique ancienne à la musique contemporaine, au jazz, aux musiques du monde et aux musiques actuelles. Cette programmation est structurée autour de thématiques.
En 2015 a lieu l’inauguration de la Philharmonie de Paris. À partir de cette date, l’Établissement public à caractère industriel et commercial (EPIC) est renommé Cité de la musique - Philharmonie de Paris, tandis que le bâtiment originel et sa programmation sont désignés à la fois sous le nom Philharmonie 2 ou simplement « Cité de la musique ».
L’Ensemble intercontemporain y est accueilli en résidence.
En 1997, le musée de la Musique y ouvre ses portes au public.
La Cité de la musique, en tant qu’EPIC, s’est aussi vu confier par l’État la gestion de la Salle Pleyel, qui rouvre ses portes le 13 septembre 2006 après d’importants travaux.

## La Cité de la musique
La Cité de la musique, dite aussi Philharmonie 2, d'une surface de 28 748 m2, comprend :
- un amphithéâtre de 250 places ;
- une salle de concert entièrement modulable, pouvant accueillir de 900 à 1 600 spectateurs ;
- le musée de la Musique contenant une importante collection d'instruments de musique classique datés pour l'essentiel entre les XVIe et  XXIe siècles ;
- une importante médiathèque musicale et des espaces de documentation professionnels ;
- des salles d'expositions ;
- des ateliers pédagogiques ;
- une librairie.

Placé sous tutelle du ministère de la Culture. Conçue par l'architecte Christian de Portzamparc et inaugurée le 7 décembre 1995, elle regroupe un ensemble d'équipements et de services consacrés à la musique et est située sur la place de la Fontaine-aux-Lions à la porte de Pantin dans le quartier du Pont-de-Flandres du 19e arrondissement de Paris, en bordure du Parc de la Villette.

## Programmation
Les deux salles de la Cité de la musique – la Salle des concerts et l’Amphithéâtre – lui permettent d’accueillir tous types de musique : musique ancienne, classique ou contemporaine, jazz, soul, funk, pop rock, rap, musiques du monde ou encore musique électronique… L’Amphithéâtre a été spécialement conçu pour accueillir les concerts des instruments du musée de la Musique.
Le musée de la Musique propose chaque saison des expositions autour d’une figure artistique, d’un genre musical ou d’une aire géographique.
Avec la construction de la Philharmonie, bâtiment de Jean Nouvel jouxtant la Cité de la musique inauguré le 14 janvier 2015, qui abrite une salle de concert d’une jauge de 2400 places en configuration symphonique (la Grande salle Pierre Boulez), un amphithéâtre de 200 places (le Studio), un espace d’exposition, une salle de conférence et de nombreux ateliers destinés à la pratique musicale, la programmation de l’établissement s’est naturellement répartie entre les deux bâtiments.
Parmi les artistes ayant marqué l’histoire de la Cité de la musique, on peut citer Alain Bashung, Yvette Horner, le groupe Sonic Youth, invités à plusieurs reprises, ainsi que des formations baroques ou le compositeur contemporain Pierre Boulez.

## Enregistrements et diffusion des concerts
La médiathèque propose de nombreuses archives sonores et vidéo de concerts ayant eu lieu à la Cité de la musique.
Depuis 2008, la Cité de la musique a développé une politique de captation vidéo des concerts. À partir de 2010, le site citedelamusiquelive.tv rendait accessibles 100 heures de concerts enregistrés et permettait la diffusion en direct d’une soixantaine de concerts annuels. Il est désormais remplacé par live.philharmoniedeparis.fr.

## Activités pédagogiques et pratique musicale
Les Philharmonies 1 et 2 proposent un large choix de formations, de cycles d’initiation à destination de l’ensemble des publics, dès le plus jeune âge.
La Philharmonie de Paris est membre de RESEO (Réseau européen pour la sensibilisation à l'opéra et à la danse).

## Activité de lobbying auprès de l'Assemblée nationale
La Philharmonie de Paris est inscrite comme représentant d'intérêts auprès de l'Assemblée nationale. Elle déclare à ce titre en 2013 un budget global de 39 600 000 euros, dont 25 000 000 euros de financement public, et indique que les coûts annuels liés aux activités directes de représentation d'intérêts auprès du Parlement n'excèdent pas 10 000 euros.